# مايك سوليفان (لاعب كرة قدم أمريكية)
مايك سوليفان (بالإنجليزية: Mike Sullivan)‏ هو لاعب كرة قدم أمريكية أمريكي، ولد في 22 ديسمبر 1967 في شيكاغو في الولايات المتحدة.

## وصلات خارجية
- مايك سوليفان على موقع مرجع كرة القدم المحترفة.كوم (الإنجليزية)